# Teofilacto de Ocrida
Teofilacto Hefesto (em grego: Θεοφύλακτος Ηφαιστος; em búlgaro: Теофилакт Охридски; 1055 - 1107), também conhecido como Teofilacto de Ocrida, Teofilacto de Ócrida e Teofilacto de Acrida, Teofilacto da Bulgária ou Teofilacto de Ohrid, foi um arcebispo grego de Ócrida (Ohrid) e um comentarista bíblico.

## Vida
Teofilacto nasceu provavelmente em Euripo, na Eubeia, por volta da metade do século XI. Se tornou um diácono em Constantinopla e pupilo de Miguel Pselo e conquistou grande reputação como estudioso, tornando-se tutor de Constantino Ducas, filho do imperador bizantino Miguel VII Ducas, para quem escreveu "A Educação de Príncipes". Por volta de 1078, foi para a Bulgária para se tornar o arcebispo de Ocrida. Era uma das cidades principais da Bulgária, conquistada ao Império Bizantino sessenta anos antes. Na posição de arcebispo de um território conquistado na fronteira com o Império Bizantino, ele levou adiante seus deveres pastorais pelos próximos vinte anos, com uma postura enérgica e precisa. Mesmo sendo um bizantino (grego) de criação e aparência, foi um diligente pastor da recém-nascida Igreja da Bulgária, defendendo seus interesses e autonomia (do Patriarcado Ecumênico de Constantinopla). Agiu com vigor para proteger sua arquidiocese dos ensinamentos considerados heréticos dos paulicianos e bogomilos.
Em suas cartas, ele reclama muito sobre as maneiras rudes dos búlgaros e tentou se livrar do cargo, sem contudo ter sucesso. "Suas cartas de Ocrida são uma fonte valiosa para o história política, econômica e social da Bulgária e da prosopografia bizantina. Elas estão repletas de reclamações convencionais sobre o círculo "bárbaro" à volta de Teofilacto, ainda que a realidade fosse a de que ele estava profundamente envolvido no desenvolvimento cultural local, produzindo um encomium de quinze mártires de Tiberiópolis e uma Vita de Clemente de Ocrida." Ele também relatou (em suas cartas) como as constantes guerras do Império Bizantino contra os pechenegues, os magiares e os normandos haviam destruído boa parte do alimento da região e provocado a fuga de muitos da cidade para as florestas da região. Ele morreu depois de 1107. As Igrejas Sérvia, Búlgara, Grega e Russa o consideram como santo e comemoram sua festa em 31 de dezembro.

## Obras
Seus comentários sobre os Evangelhos, Atos dos Apóstolos, as Epístolas Paulinas e os profetas menores estão fundamentados nos de Crisóstomo, mas merecem o considerável espaço que mantém na literatura exegética por suas sobriedade, acuracidade e sensatez. Suas outras obras que chegaram até nós incluem 530 cartas e várias homilias e orações, uma Vita de Clemente de Ocrida e outras obras menores. Uma edição com quase todas as suas obras, em grego e latim, com uma dissertação preliminar, foi publicada por JFBM de Rossi (4 vols. fol., Veneza) e é esta edição que foi republicada por Migne na Patrologia Grega (PG CXXIII - CXVI, 1869).
No início do século XVI, seus comentários sobre as escrituras tiveram uma importante influência sobre o Novum Testamentum e as Annotationes de Erasmo de Roterdão, embora Erasmo tenha erroneamente se referido a ele como Vulgarius nas primeiras edições de seu Novo Testamento. Traduções contemporâneas dos comentários de Teofilacto estão disponíveis em grego moderno, russo, sérvio, búlgaro e romeno, refletindo a ampla influência que sua obra exegética teve na Igreja Ortodoxa e além dela. Um bispo de Ocrida já nos tempos modernos, Nikolai Velimirovic, escreveu: "Os comentários de Teofilacto sobre os quatro evangelhos e outros livros do Novo Testamento [... ] são as melhores obras do tipo depois de São João Crisóstomo e são lidas até hoje, com benefícios para os leitores". A primeira tradução para uma língua europeia moderna e ocidental foi para o inglês, dos comentários de Teofilacto sobre o Novo Testamento (The Explanation of the Gospels).